# 15106 Swanson
15106 Swanson este o planetă minoră (asteroid) din centura de asteroizi. A fost descoperită pe 2 februarie 2000 la Experimental Test Site⁠(d) de Lincoln Near-Earth Asteroid Research. 
Obiectul prezintă o orbită caracterizată de o semiaxă mare de 2,6136796 UAi, o excentricitate de 0,21, o înclinație de 4,08476 ° în raport cu ecliptica.